# Нимой, Леонард
Леона́рд Са́ймон Ни́мой (англ. Leonard Simon Nimoy; 26 марта 1931, Бостон, Массачусетс — 27 февраля 2015, Лос-Анджелес) — американский актёр, режиссёр, поэт и фотограф. Получил всемирную известность благодаря роли Спока во франшизе «Звёздный путь», персонажа, которого он изображал на телевидении и в кино почти пятьдесят лет, от пилотного эпизода, снятого в конце 1964 года, до его финального фильма в 2013 году. Также известен по роли Уильяма Белла в сериале «Грань».

## Биография
Леонард Саймон Нимой родился в семье еврейских эмигрантов из Изяслава Волынской губернии, Российская империя (ныне Хмельницкая область, Украина), его первым языком был идиш. К моменту его рождения у родителей, Доры (в девичестве Шпингер, позже Спиннер, 1904—1987) и Макса Нимой (1901—1987), уже был пятилетний сын Мелвин. Отец эмигрировал с родителями из Заслава (Изяслава) в Бостон в 1913 году и впоследствии владел парикмахерской, мать эмигрировала в 1921 году и была домохозяйкой. Нимой получил образование в Бостоне в Английской средней школе. Брал уроки драмы в Бостонском колледже, где он стал преданным методу Станиславского. После переезда в Лос-Анджелес он потратил 600 долларов, заработанных на продаже пылесосов, на регистрацию в Пасадена Плэйхауз.
Леонард впервые появился на сцене в постановке «Гензель и Гретель» в возрасте восьми лет, и продолжал играть в любительских шоу, до тех пор, пока ему не исполнилось 18 лет. В этом возрасте он ушёл из дома, чтобы поехать в Калифорнию и там начать серьёзную карьеру. После года, проведённого в Голливуде, в возрасте 20 лет, получил главную роль в фильме «Kid Monk Baroni».

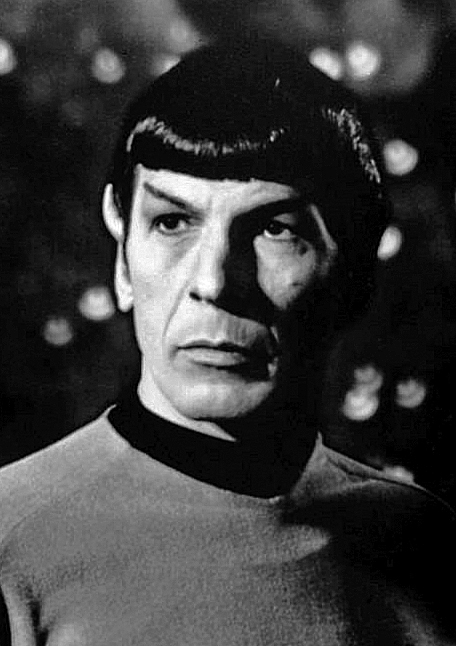
Нимой в роли Спока в сериале «Звёздный путь: Оригинальный сериал»

Во время службы в армии США (1953—1955) Леонард встретил Сэнди Зобер, и они поженились в 1954 году. В браке родилось двое детей: Джули (1955) и Адам (1956).
Вернувшись из армии, Нимой продолжил свою карьеру, хотя ему приходилось подрабатывать в ресторанах и водить такси.
Успех пришёл к Леонарду после того как он появился в эпизодической роли в фильме «The Lieutenant», где его заметил Джин Родденберри, после чего Нимою была предложена роль вулканца мистера Спока в телесериале «Звёздный путь». За роль Спока Нимой три раза номинировался на премию «Эмми» за лучшую мужскую роль второго плана в драматическом телесериале, и в настоящее время является единственным актёром из Звёздного пути номинированным на премию «Эмми».
За этим успехом последовал новый успех в телевизионном сериале «Миссия невыполнима» (1966—1973), в котором Леонард сыграл мастера маскировки Пэриса, а также в комедийном вестерне «Кэтлоу» (1971), где он снимался вместе с Юлом Бриннером и Ричардом Кренна.
В 1973 году состоялась первая выставка его фотографий в галерее. Примерно в то же время была опубликована его книга стихов «Ты и я», а в 1977 году он получил степень магистра в области образования.
В 1987 году Леонард был удостоен звезды на Голливудской «Аллее славы».
В 1987 году Леонард и Сэнди развелись, и Леонард повторно женился в 1988 году. У его второй жены, Сьюзен Бэй Нимой, уже был сын от первого брака, Аарон.
В сентябре 2000 года Антиохский университет удостоил Нимоя звания почётного доктора гуманитарных наук за деятельность в память жертв Холокоста, а также за вклад в развитие искусства и охрану окружающей среды.
В последние годы жизни возобновился интерес Леонарда к фотографии, и Нимой продолжал посещать конференции, и участвовать в различных проектах, посвящённых этой тематике.
В начале 2003 года Леонард и Сьюзен основали «Фонд Нимоя», который предназначен для признания, поощрения и поддержки работы современных художников. «Фонд Нимоя» ставит перед собой следующие цели: финансирование организаций, которые поддерживают современных художников, а также предоставление им помещений и материалов для работы; обеспечение связи современных художников с учреждениями, которые могут способствовать их карьере; поддержка современных художников, которые обучают других людей, а также попытка вдохновить других благотворителей на поддержку искусства.
В четверг 26 июля 2007 было объявлено, что Леонард утверждён на роль старого Спока в новом фильме «Звёздный путь», который вышел в 2009 году. Фильм собрал хорошие отзывы, а поклонники Нимоя были рады появлению актёра в продолжении киноэпопеи.
После этого Леонард снялся в телевизионном сериале «Грань», продолжая своё сотрудничество с Дж. Дж. Абрамсом, режиссёром новых фильмов из вселенной «Звёздного пути». Также было объявлено, что Леонард примет участие в озвучивании MMORPG «Star Trek Online», созданной на основе телевизионной вселенной.
В последние годы жизни Нимой продолжал вести активный образ жизни, занимался фотографией и регулярно посещал различные мероприятия. В 2013 году Нимой ещё раз сыграл роль старого Спока в фильме Дж. Дж. Абрамса «Стартрек: Возмездие».
Умер 27 февраля 2015 года в возрасте 83 лет от хронической обструктивной болезни лёгких. Похоронен на кладбище Хиллсайд Мемориал Парк в Лос-Анджелесе 1 марта 2015 года.

## Избранная фильмография

### Актёр
| Год       |    | Русское название                    | Оригинальное название                  | Роль                         |
| --------- | -- | ----------------------------------- | -------------------------------------- | ---------------------------- |
| 1952      | ф  | Зомби из стратосферы                | Zombies of the Stratosphere            | Нараб                        |
| 1954      | ф  | Они!                                | Them!                                  | армейский сержант            |
| 1960      | с  | Бонанза                             | Bonanza                                | Фредди                       |
| 1961      | с  | Сумеречная зона                     | The Twilight Zone                      | Хансен                       |
| 1961—1964 | с  | Дымок из ствола                     | Gunsmoke                               | разные персонажи             |
| 1963      | с  | Перри Мейсон                        | Perry Mason                            | Пит Ченнери                  |
| 1963      | ф  | Балкон                              | The Balcony                            | Роджер                       |
| 1963      | с  | Главный госпиталь                   | General Hospital                       | Берни                        |
| 1964      | с  | За гранью возможного                | The Outer Limits                       | Джадсон Эллис / Кониг        |
| 1965      | с  | Дни в Долине Смерти                 | Death Valley Days                      | Жёлтый Медведь               |
| 1966      | с  | Напряги извилины                    | Get Smart                              | Страйкер                     |
| 1966—1969 | с  | Звёздный путь: Оригинальный сериал  | Star Trek: The Original Series         | Спок                         |
| 1969—1971 | с  | Миссия невыполнима                  | Mission: Impossible                    | Пэрис                        |
| 1971      | ф  | Кэтлоу                              | Catlow                                 | Миллер                       |
| 1973      | с  | Коломбо                             | Columbo                                | доктор Барри Мейфилд         |
| 1973—1974 | мс | Звёздный путь: Анимационный сериал  | Star Trek: The Animated Series         | Спок                         |
| 1978      | ф  | Вторжение похитителей тел           | Invasion of the Body Snatchers         | доктор Дэвид Кибнер          |
| 1979      | ф  | Звёздный путь                       | Star Trek: The Motion Picture          | Спок                         |
| 1982      | тф | Женщина по имени Голда              | A Woman Called Golda                   | Морис Меерсон                |
| 1982      | ф  | Звёздный путь 2: Гнев Хана          | Star Trek II: The Wrath of Khan        | Спок                         |
| 1983      | с  | Ти Джей Хукер                       | T. J. Hooker                           | лейтенант Пол Макгир         |
| 1984      | ф  | Звёздный путь 3: В поисках Спока    | Star Trek III: The Search for Spock    | Спок                         |
| 1986      | тф | Аладдин и его волшебная лампа       | Aladdin and His Wonderful Lamp         | злой марокканский колдун     |
| 1986      | мф | Трансформеры                        | Transformers: The Movie                | Гальватрон                   |
| 1986      | ф  | Звёздный путь 4: Дорога домой       | Star Trek IV: The Voyage Home          | Спок                         |
| 1989      | ф  | Звёздный путь 5: Последний рубеж    | Star Trek V: The Final Frontier        | Спок                         |
| 1991      | тф | Никогда не забыть                   | Never Forget                           | Мел Мермельштейн             |
| 1991      | с  | Звёздный путь: Следующее поколение  | Star Trek: The Next Generation         | Спок                         |
| 1991      | ф  | Звёздный путь 6: Неоткрытая страна  | Star Trek VI: The Undiscovered Country | Спок                         |
| 1993—1997 | мс | Симпсоны                            | The Simpsons                           | в роли самого себя           |
| 1994      | ф  | Повелитель страниц                  | The Pagemaster                         | доктор Джекилл / мистер Хайд |
| 1995      | с  | За гранью возможного                | The Outer Limits                       | Терман Катлер                |
| 1999—2002 | мс | Футурама                            | Futurama                               | голова Леонарда Нимоя        |
| 2001      | мф | Атлантида: Затерянный мир           | Atlantis: The Lost Empire              | Атлантийский король          |
| 2009      | ф  | Звёздный путь                       | Star Trek                              | старый Спок                  |
| 2009      | ф  | Затерянный мир                      | Land of the Lost                       | Зарн                         |
| 2009—2012 | с  | Грань                               | Fringe                                 | доктор Уильям Белл           |
| 2011      | ф  | Трансформеры 3: Тёмная сторона Луны | Transformers: Dark of the Moon         | Сентинел Прайм               |
| 2012      | с  | Теория Большого взрыва              | The Big Bang Theory                    | Леонард Нимой                |
| 2013      | мф | Замбезия                            | Zambezia                               | Секуру                       |
| 2013      | ф  | Стартрек: Возмездие                 | Star Trek Into Darkness                | старый Спок                  |

### Режиссёр, сценарист, продюсер
| Год       | Название                           | Оригинальное название                  | Режиссёр   | Сценарист  | Продюсер   | Примечания                |
| --------- | ---------------------------------- | -------------------------------------- | ---------- | ---------- | ---------- | ------------------------- |
| 1966      | —                                  | Deathwatch                             |            |            | Да         | телефильм                 |
| 1973      | Ночная галерея                     | Night Gallery                          | Да (1 эп.) |            |            | телесериал                |
| 1981      | —                                  | In Search of…                          |            | Да (2 эп.) |            | документальный телесериал |
| 1981      | —                                  | Vincent                                | Да         | Да         |            | телефильм                 |
| 1982      | —                                  | The Powers of Matthew Star             | Да (1 эп.) |            |            | телесериал                |
| 1983      | Ти Джей Хукер                      | T. J. Hooker                           | Да (1 эп.) |            |            | телесериал                |
| 1984      | Звёздный путь 3: В поисках Спока   | Star Trek III: The Search for Spock    | Да         |            |            |                           |
| 1986      | Звёздный путь 4: Дорога домой      | Star Trek IV: The Voyage Home          | Да         | Да         |            |                           |
| 1987      | Трое мужчин и младенец             | Three Men and a Baby                   | Да         |            |            |                           |
| 1988      | Хорошая мать                       | The Good Mother                        | Да         |            |            |                           |
| 1989      | Телесные войны                     | Body Wars                              | Да         |            |            | короткометражный фильм    |
| 1990      | Странная штука — любовь            | Funny About Love                       | Да         |            |            |                           |
| 1991      | Звёздный путь 6: Неоткрытая страна | Star Trek VI: The Undiscovered Country |            | Да         | Да         |                           |
| 1994      | Святые узы брака                   | Holy Matrimony                         | Да         |            |            |                           |
| 1995—1997 | Смертельные игры                   | Deadly Games                           | Да (1 эп.) |            | Да (8 эп.) | телесериал                |

## Награды и номинации
| Год  | Премия                                                                         | Категория                                                     | Работа                                     | Результат |
| ---- | ------------------------------------------------------------------------------ | ------------------------------------------------------------- | ------------------------------------------ | --------- |
| 1968 | Прайм-тайм «Эмми»                                                              | Лучшая мужская роль второго плана в драматическом телесериале | Звёздный путь: Оригинальный сериал         | Номинация |
| 1969 | Прайм-тайм «Эмми»                                                              | Лучшая мужская роль второго плана в драматическом телесериале | Звёздный путь: Оригинальный сериал         | Номинация |
| 1970 | Прайм-тайм «Эмми»                                                              | Лучшая мужская роль второго плана в драматическом телесериале | Звёздный путь: Оригинальный сериал         | Номинация |
| 1978 | Сатурн                                                                         | Лучший мужская роль второго плана                             | Вторжение похитителей тел                  | Номинация |
| 1979 | Сатурн                                                                         | Лучший мужская роль второго плана                             | Звёздный путь: Фильм                       | Номинация |
| 1982 | Прайм-тайм «Эмми»                                                              | Лучшая мужская роль второго плана в мини-сериале или фильме   | Женщина по имени Голда                     | Номинация |
| 1984 | Сатурн                                                                         | Лучший режиссёр                                               | Звёздный путь III: В поисках Спока         | Номинация |
| 1985 | Хьюго                                                                          | Лучшая постановка                                             | Звёздный путь III: В поисках Спока         | Номинация |
| 1986 | Сатурн                                                                         | Лучший режиссёр                                               | Звёздный путь IV: Дорога домой             | Номинация |
| 1986 | Сатурн                                                                         | Лучший мужская роль                                           | Звёздный путь IV: Дорога домой             | Номинация |
| 1987 | Хьюго                                                                          | Лучшая постановка                                             | Звёздный путь IV: Дорога домой             | Номинация |
| 1992 | Хьюго                                                                          | Лучшая постановка                                             | Звёздный путь VI: Неоткрытая страна        | Номинация |
| 2001 | Энни                                                                           | Лучшее озвучивание анимационного фильма                       | Атлантида: Затерянный мир                  | Номинация |
| 2009 | Общество кинокритиков Бостона                                                  | Лучший актёрский состав                                       | Звёздный путь                              | Победа    |
| 2009 | Кинопремия «Выбор критиков»                                                    | Лучший актёрский состав                                       | Звёздный путь                              | Номинация |
| 2009 | Scream                                                                         | Лучший актёрский ансамбль                                     | Звёздный путь                              | Номинация |
| 2009 | Scream                                                                         | Лучшая мужская роль второго плана                             | Звёздный путь                              | Номинация |
| 2009 | Сатурн                                                                         | Лучшая гостевая роль в телесериале                            | Грань                                      | Победа    |
| 2014 | Национальная академия телевизионных искусств и наук Boston/New England Chapter | New England Emmy Awards Governors' Award                      | Постоянный вклад в телевизионную индустрию | Победа    |

## Книги
- 1973 — You and I (poetry and photographs)
- 1974 — Will I Think of You (poetry and photographs)
- 1975 — I Am Not Spock (autobiography)
- 1977 — We Are All Children Searching for Love: A Collection of Poems and Photographs
- 1978 — Come Be with Me (poetry and photographs)
- 1981 — These Words Are for You (poetry and photographs)
- 1983 — Warmed by Love (poetry and photographs)
- 1995 — I Am Spock (memoir)
- 1995 — Vincent (novel)
- 2001 — A Lifetime of Love: Poems on the Passages of Life (anthology of five of his prior collections of poetry and photographs)
- 2002 — Shekhina (photographic essay)

## Дискография
- 1967 — /Leonard Nimoy Presents Mr. Spock’s Music From Outer Space (Dot Records)
- 1968 — /The Two Sides of Leonard Nimoy (Dot Records)
- 1968 — /The Way I Feel (Dot Records)
- 1969 — /The Touch of Leonard Nimoy (Dot Records)
- 1970 — /The New World of Leonard Nimoy (Dot Records)